# Plead the Fifth
Plead the Fifth è un album in studio del gruppo musicale statunitense Taproot, pubblicato nel 2010.

## Tracce
1. Now Rise – 3:26
2. Game Over – 3:29
3. Fractured (Everything I Said Was True) – 3:16
4. Release Me – 4:33
5. Stolage – 3:38
6. 911ost – 3:07
7. Trophy WiFi – 3:49
8. Words Don't Mean a Thing – 3:28
9. Left Behind – 3:42
10. No View Is True – 3:38
11. Stares – 4:11